# Richard Dent
Richard Lamar Dent (Atlanta, 13 december 1960) is een Amerikaans voormalig Americanfootballspeler voor de Chicago Bears, de San Francisco 49ers, de Indianapolis Colts en de Philadelphia Eagles in de National Football League. Dent speelde als defensive end, won tweemaal de Super Bowl en is in 2011 opgenomen in de Pro Football Hall of Fame.